# Mario Party: Star Rush
Mario Party: Star Rush – gra imprezowa wyprodukowana przez Nintendo na Nintendo 3DS. Gra posiada nowy tryb zwany Toad Scramble, który odbiega od normalnej serii Mario Party przez usunięcie turowej rozgrywki na korzyść możliwości poruszania się do woli, jednocześnie z innymi graczami, bez ustawiania ścieżek na planszy. Gra została wydana w Europie, Australii i Japonii w październiku 2016 roku, a w Ameryce Północnej w następnym miesiącu.

## Przyjęcie
Według agregatora recenzji Metacritic, gra otrzymała mieszany odbiór. Sean Buckley z Engadget chwalił nowy projekt, usuwający format turowy. Napisał, że minigry Mario Party były dobre, ale format gry planszowej był już przestarzały. Chris Carter z Destructoid pochwalił usunięcie mechaniki z gier Mario Party 9 i 10, w której wszyscy gracze podróżowali razem samochodem po planszy, choć nie miał nadziei na nową grę. W Japonii w pierwszym tygodniu sprzedano mniej niż 30 tys. sztuk. Gra sprzedała się w 88 tys. w tym regionie do 16 grudnia 2016 r.